# Sabae

Sabae (鯖江市 Sabae-shi?) este un municipiu din Japonia, prefectura Fukui.